# Peder Kofod Anker Schousboe
Peter Schousboe (o Peder Kofod Anker Schousboe) (1766 Rønne, Dinamarca – Tánger, Marruecos, 1832) fue un botánico, algólogo y explorador danés, habiendo servido como cónsul general danés en Tánger de 1800 en adelante. Condujo una expedición botánica a España y a Marruecos durante los años 1791 a 1793. Describió numerosas especies nuevas como la popular flor de jardín Salvia interrupta Schousb. 1800

## Honores
El género Schousboea Willd. 1799 de la familia Combretaceae (hoy considerada sinónimo de Combretum Loefl. 1758) fue nombrado en su honor.
- La abreviatura «Schousb.» se emplea para indicar a Peder Kofod Anker Schousboe como autoridad en la descripción y clasificación científica de los vegetales.[1]